# شرايين إصبعية راحية مخصوصة
شرايين إصبعية راحية مخصوصة (بالإنجليزية: Proper palmar digital arteries)‏‏هو شريان يتفرعُ من شرايين إصبعية راحية أصلية.